# Lastulampi
Lastulampi är en sjö i Finland. Den ligger i kommunen Uleåborg i landskapet Norra Österbotten, i den centrala delen av landet, 600 km norr om huvudstaden Helsingfors. Lastulampi ligger 81 meter över havet. Arean är 8,3 hektar och strandlinjen är 1,39 kilometer lång. Sjön  ingår i Ijo älvs huvudavrinningsområde. 